# 미분 (주요 부분)
미적분학에서 함수의 미분(微分, 영어: differential)은 함수의 증분의 주요 선형 부분이다. 일반적으로 도함수가 존재하는 일변수 함수 {\displaystyle y=f(x)}의 증분 {\displaystyle \Delta y}는 다음 관계를 만족한다.
{\displaystyle \Delta y=f'(x)\Delta x+\alpha \Delta x,\ \alpha \to 0\ (\Delta x\to 0)}
여기서 {\displaystyle f'(x)}는 일계 도함수, {\displaystyle \alpha }는 {\displaystyle \Delta x}가 0으로 갈 때의 무한소이다. 이로부터 {\displaystyle \Delta x}에 대해 선형인 부분인 {\displaystyle dy=f'(x)\Delta x}를 함수 {\displaystyle y=f(x)}의 미분이라고 정의한다. 이때 함수 {\displaystyle y=x}의 미분은
{\displaystyle dy=dx=(x)'\Delta x=1\Delta x=\Delta x}
이므로 {\displaystyle \Delta x}를 {\displaystyle dx}로 다시 쓰면 다음 관계를 얻는다.
{\displaystyle dy=f'(x)dx}
{\displaystyle f'(x)}는 이러한 이유로 {\displaystyle {\frac {dy}{dx}}}로 쓰여지기도 한다:
{\displaystyle dy={\frac {dy}{dx}}dx}
미분의 개념은 때로 엄밀하지 않게 서술된다. 이 경우, 미분 {\displaystyle dy}는 함수 {\displaystyle y=f(x)}의 무한히 작은 변화값이다(미분소). 이러한 논법은 비표준 해석학에서 엄밀한 방식으로 처리된다. 미분의 (엄밀한) 정의법은 위에 적은 선형성에 의한 것과 비표준 해석학적 정의 이외에, 미분 형식, 멱영원, 초실수 등에 의한 것이 있다.

## 일변수 함수

### 정의
위에서 적었듯이, 일변수 함수의 점 {\displaystyle x}에서의 미분 {\displaystyle dy}는 독립 변수의 변화량 {\displaystyle dx=\Delta x}에 대한 선형 함수이다:
{\displaystyle dy(x,dx)=f'(x)dx}
이러한 {\displaystyle dy}가 존재할 필요충분조건은 그 점에서 미분 가능, 즉 {\displaystyle f'(x)={\frac {dy}{dx}}}가 존재한다는 것이다.
조금 더 자세히 말해, 어떤 상수 {\displaystyle c}가 존재하여
{\displaystyle \Delta y=c\Delta x+\alpha \Delta x,\ \alpha \to 0\ (\Delta x\to 0)}
일 필요충분조건은, 그 점에서 {\displaystyle y=f(x)}의 도함수를 구할 수 있다는 것이다. 이때 {\displaystyle c=f'(x)}가 된다.

### 성질

#### 연산 성질
함수 {\displaystyle u}와 {\displaystyle v}의 미분 {\displaystyle du}와 {\displaystyle dv}가 같은 점에서 존재할 때, 도함수와 비슷한 연산 성질들을 만족한다:
- 선형성
{\displaystyle d(u+v)=du+dv}
{\displaystyle d(cu)=cdu} (c는 상수)
- 곱셈
{\displaystyle d(uv)=vdu+udv}
- 나눗셈
{\displaystyle d({\frac {u}{v}})={\frac {vdu-udv}{v^{2}}}}

#### 형식 일치
함수 {\displaystyle y=f(u)}를 생각하자. 여기서 {\displaystyle u}는 독립 변수이다. 그의 미분은 다음과 같다.
{\displaystyle dy=f'(u)du}
한편 함수 {\displaystyle y=f(u)}와 {\displaystyle u=g(x)}에 의하여 얻어지는 {\displaystyle y}의 {\displaystyle x}에 대한 함수 {\displaystyle y=f(g(x))}를 미분해 보면 다음과 같다. ({\displaystyle u}는 {\displaystyle x}에 대한 종속 변수이다)
{\displaystyle dy=f'(g(x))g'(x)dx}
이때 {\displaystyle g'(x)dx}는 곧 {\displaystyle du}이고, {\displaystyle f'(g(x))}는 {\displaystyle f'(u)}이므로, 위의 식은 아래와 같이 다시 쓸 수 있다.
{\displaystyle dy=f'(u)du}
이는 {\displaystyle u}를 독립 변수로 놓고 {\displaystyle y}를 미분한 결과와 일치한다. 즉, 일변수 함수의 (그뿐만은 아니다) 일계 미분 {\displaystyle dy}의 형식은 {\displaystyle u}가 독립 변수인지 종속 변수인지에 따라 변하지 않는다. 따라서, 예컨대 아래와 같은 미분들을 자유자재로 사용하여도 무방하다.
{\displaystyle d(\sin(\ln x))=\cos(\ln x)d(\ln x)=\cos(\ln x)\cdot {\frac {1}{x}}dx}
{\displaystyle dx=cdy\Longrightarrow dy={\frac {1}{c}}dx}
이러한 결론은 다변수 함수의 미분에서도 성립한다. 고계 미분에서는 성립하지 않는다는 점은 주의할 가치가 있다.

### 선형 근사

에서의 접선(tangent).

함수의 증가량에서 그 점에서의 미분을 제외하고 나면 {\displaystyle \Delta x}에 비하면 매우 작은 무한소 {\displaystyle \alpha \Delta x}만 남는다:
{\displaystyle \Delta y=dy+\alpha \Delta x,\ \alpha \to 0\ (\Delta x\to 0)}
따라서 함수의 미분은 그 점과 가까운 곳에서의 증가량을 근사하는 데에 사용된다:
{\displaystyle \Delta y\approx dy=f'(x)\Delta x}
즉
{\displaystyle f(x')\approx f(x)+f'(x)\Delta x,\ x'=x+\Delta x}
이는 결과적으로 임의의 함수를 선형 함수로 근사한 것이 된다. 예를 들어, {\displaystyle e^{0.1}}의 값을 어림잡기 위하여, 다음의 근사를 사용할 수 있다.
{\displaystyle e^{x}\approx e^{0}+(e^{x})'(x-0)=1+x,\ x\ll 1}
이렇게 추정한 {\displaystyle e^{0.1}}의 값은 1.1이다. (정확한 값은 1.1051709...)

## 같이 보기
- 전미분
- 미분소
- 미분 형식
- 미분 사상
- 프레셰 도함수